# Liselotte Orgel-Köhne
Liselotte Orgel-Köhne, geborene Purper (* 1918 in Straßburg; † 2002 in Berlin), war eine deutsche Fotografin.

## Leben
Liselotte Purper war die Tochter eines Juristen; ihre Mutter, eine geborene Klingler, entstammte einer Musikerfamilie. Zu der Familie gehörte auch ein 1910 geborener Sohn namens Heinz, der 1942 im Zweiten Weltkrieg fiel. Liselotte Purper wuchs in Berlin auf, wo sie ein viersemestriges Studium an der Photographischen Lehranstalt des Berliner Lette-Vereins mit der Note „sehr gut“ abschloss. Volontariate absolvierte sie in Berlin (bei Yva und Ewald Hoinkis) und Braunschweig (bei Hilde Brinckmann-Schröder). Zu ihrer Berufswahl hatte sie ein Jungmädchenroman mit dem Titel Hertas Beruf inspiriert. Finanziert wurde die Ausbildung von ihrer angeheirateten Tante Margarethe Klingler, einer Tochter des Vorstandsvorsitzenden der Deutschen Bank Arthur von Gwinner, die mit dem Violinisten Karl Klingler verheiratet war.
1936/37 wurde Hanna Holzwardt, die Chefredakteurin der Zeitschrift Frauenkultur im Deutschen Frauenwerk, auf sie aufmerksam und stellte den Kontakt zur Presse- und Propagandaabteilung der Reichsfrauenführung sowie zum Reichsarbeitsdienst her. Für Purper begann eine erfolgreiche Karriere als Bildberichterstatterin im Dritten Reich. Von da an war sie freiberuflich  für die Presse- und Propagandaabteilungen verschiedener NS-Organisationen tätig. Unter anderem fotografierte sie auf den Reichsparteitagen 1937 und 1938. Ab 1938 war sie infolge der Expansionspolitik des Deutschen Reichs viel im Ausland tätig. In den frühen Kriegsjahren hatte Purper zeitweise vier Angestellte und ein Monatseinkommen von 3000 bis 4000 Reichsmark. Im Reichsgau Wartheland fotografierte sie in den Jahren 1939 und 1940 im Auftrag der NS-Volkswohlfahrt und des Deutschen Frauenwerks. Dort wurde bereits im November 1939 der Judenstern eingeführt und ab 1939/40 existierten Ghettos für Juden. Liselotte Purper dokumentierte diese Entwicklungen in Polen  neben ihren offiziellen Aufträgen. 1940 wurde sie von der Reichsfrauenführung mit der Dokumentation der Umsiedlung von Deutschstämmigen aus der Dobrudscha beauftragt und war deshalb vom 29. Oktober bis zum 6. September 1940 auf dem Balkan tätig. Sie sollte dort den Hilfseinsatz von Frauen bei der Aktion Heim ins Reich in Bildern festhalten. Im Sommer 1942 wurde sie nach Rumänien geschickt, im Herbst desselben Jahres in die besetzte Ukraine.

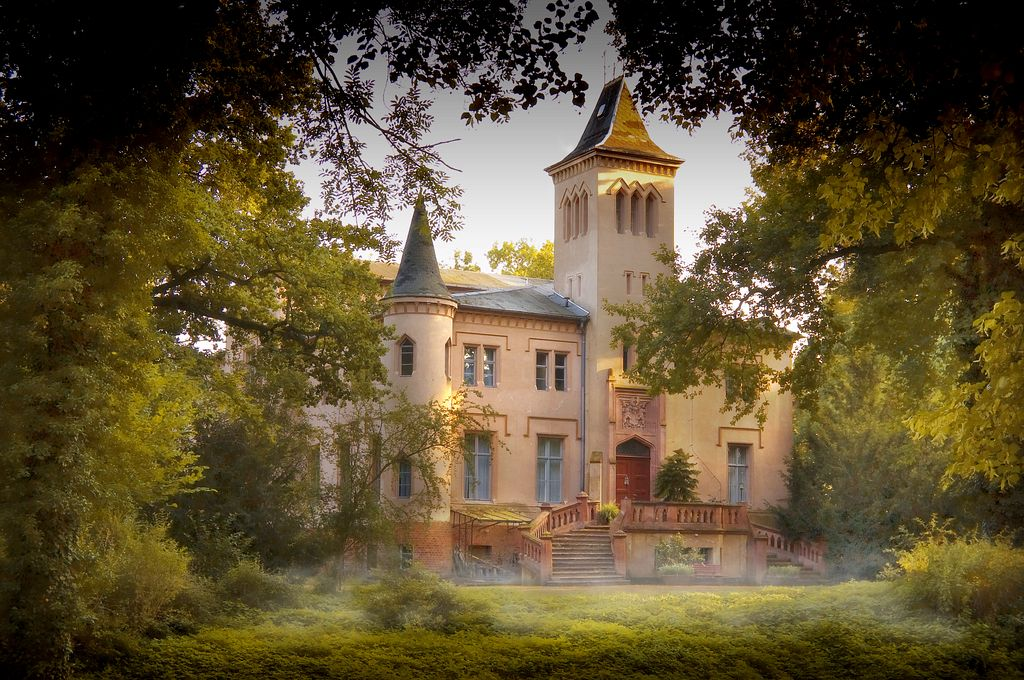
Schloss Krumke

Nach ihrer Heirat mit dem Juristen Kurt Orgel am 25. September 1943 in Krumke nannte sie sich Orgel-Purper. Das Ehepaar verbrachte nur wenige Tage miteinander, da Kurt Orgel im Kriegsdienst war. Es führte jedoch einen ausgedehnten Briefwechsel. Kurt Orgel schickte die Briefe, die er von seiner Frau erhalten hatte, an diese zurück, als die Lage an der Front zunehmend kritischer wurde. Auszüge aus dem Briefwechsel sowie aus dem Tagebuch seiner Frau wurden 1995 unter dem Titel Willst du meine Witwe werden? veröffentlicht.
Wenige Wochen nach der Hochzeit, im November 1943, fiel die Wohnung der Familie Purper in der Martin-Luther-Straße 27 in Berlin einem Luftangriff zum Opfer. Liselotte Orgel-Purper zog mit ihren Eltern auf das Schloss Krumke in der Altmark, das zu diesem Zeitpunkt Karl Klingler gehörte, und legte den Grundstein zu einem neuen Fotografenbetrieb in Osterburg. Dort fand sie eine Unterkunft in der Gartenstraße 11. Ihr Ehemann war zu dieser Zeit an der Ostfront stationiert. Ende Januar/Anfang Februar 1945 wurde er verwundet. Von Gotenhafen aus wurde er nach Rügen und von dort in ein Lazarett nach Kopenhagen transportiert. Am 19. Februar 1945 starb er an den Folgen der unzureichend versorgten Kriegsverletzung, drei Tage später wurde seine Ehefrau telegraphisch über seinen Tod benachrichtigt.
Nach dem Ende des Dritten Reiches verdiente Liselotte Orgel-Purper ihr Geld zunächst in der Landwirtschaft und als Zahnarzthelferin, damit die sowjetische Militärregierung nicht auf ihre Vergangenheit aufmerksam wurde. Doch ab 1946 arbeitete sie, nun unter dem Namen Orgel, wieder als Fotojournalistin. Abnehmer für ihre Bilder war unter anderem die Neue Berliner Illustrierte. Zeitweise gehörte die Fotografin dem Kulturbund zur demokratischen Erneuerung Deutschlands an.
Mit ihrem zweiten Mann, dem Lehrer Armin Köhne, den sie in Osterburg kennengelernt hatte, zog sie 1950 aus der DDR nach West-Berlin. Köhne arbeitete dort nicht mehr als Lehrer, sondern wurde von seiner Frau angelernt und wurde ebenfalls Bildjournalist; das Ehepaar arbeitete unter dem Namen Orgel-Köhne zusammen. So entstand 1962 unter anderem das Buch Die unvergleichliche Karriere des Schirmes in viertausend Jahren, fotografiert von Liselotte und Armin Orgel-Köhne.
1997 fand eine Ausstellung von Bildern der Fotografin im Deutschen Historischen Museum statt. Liselotte Orgel-Köhne war damals noch am Leben. In einem Zeitungsbericht zu dieser Ausstellung stellte die Autorin Brigitte Werneburg fest, dass, wer im Dienste der Nationalsozialisten fotografierte, „hätte erkennen müssen, daß er mit seiner Arbeit Einverständnis mit einem kriminellen Regime signalisiert und damit potentiell zum Täter wurde. Doch solche Einsicht“ sei bei Liselotte Purper nicht gegeben gewesen. Werneburg erklärte: „Es ist noch nicht einmal ausgemacht, ob es nur die wunderbare Karriere war, die jedwede Bedenken in den Hintergrund drängte. Eher scheint es, daß es solche Bedenken gar nicht gab [...] Diese Haltung führte freilich dazu, daß Liselotte Purper ihr NS-Werk nicht verleugnete und im Keller verrotten ließ.“ Aus ihren Briefen und Tagebucheinträgen geht auch hervor, dass die Fotografin nicht blind durch die Welt ging. Am 15. Oktober 1941 schrieb sie etwa aus Prag: „Die Wochenschauen sind nicht zartfühlend, und ich kenne genügend Berichte und auch Bilder, die so grauenvoll sind, daß sie nicht veröffentlicht werden, obwohl es für Schwätzer notwendig wäre, daß sie die brutale Wirklichkeit einmal vor Augen gehalten bekämen.“ Am 16. Dezember 1942 schrieb sie ihrem Mann aus Berlin: „Du, heute rief der Hauptschriftleiter von den Schulungsbriefen der NSDAP an. Ich glaubte, nicht recht zu hören. Keine »nordischen Gesichter« mehr. Keine schmalen blonden Köpfe. Bevorzugt ist die bewegliche und meist intelligentere Rasse - die slawische. Wahrscheinlich wollen wir den Osten germanisieren. Daß die nordischen Typen samt und sonders keine besonderen Begabungen hervorrufen, weiß man schon lönger, deshalb machte man daraus, was alle erwerben können: die »nordische Gesinnung, die nordische Geisteshaltung«. Ich bin gespannt, was aus den Rasseforschungen noch alles herauskommen wird. Wir werden nur hören, was wir hören sollen.“

## Nachlass
Etwa 600 Negative der Fotografin, die vor allem aus der Zeit vor 1945 stammten, gingen 1991 in den Besitz des Deutschen Historischen Museums über. Dort befinden sich auch die Briefe aus der ersten Ehe und das Tagebuch der Fotografin. 1994 gelangten die übrigen Negative ins Bildarchiv Preußischer Kulturbesitz.